# البحرية البيزنطية
كانت البحرية البيزنطية هي القوة البحرية للإمبراطورية الرومانية الشرقية أو الإمبراطورية البيزنطية. مثل الإمبراطورية التي خدمتها، كانت استمرارًا مباشرًا لسلفها الإمبراطوري الروماني، لكنها لعبت دورًا أكبر بكثير في الدفاع عن الدولة وبقائها مقارنة ببحرية الإمبراطورية الرومانية. في حين واجهت أساطيل الإمبراطورية الرومانية الموحدة عددًا قليلاً من التهديدات البحرية العظيمة، حيث عملت كقوة شرطة أدنى بكثير من حيث القوة والمكانة مقارنة بالفيالق الرومانية، أصبح البحر أمرًا حيويًا لوجود الدولة البيزنطية، والتي أطلق عليها العديد من المؤرخين الإمبارطورية البحرية.